# Belopavlovič
Belopavlovič  je priimek v Sloveniji, ki ga je po podatkih Statističnega urada Republike Slovenije na dan 1. januarja 2010 uporabljalo 16 oseb in je med vsemi priimki po pogostosti uporabe uvrščen na 14.661. mesto.

## Znani nosilci priimka
- Nataša Belopavlovič (*1949), pravnica
- Niko Belopavlovič (1921—2012), politik